# Haus Rogier de Beaufort

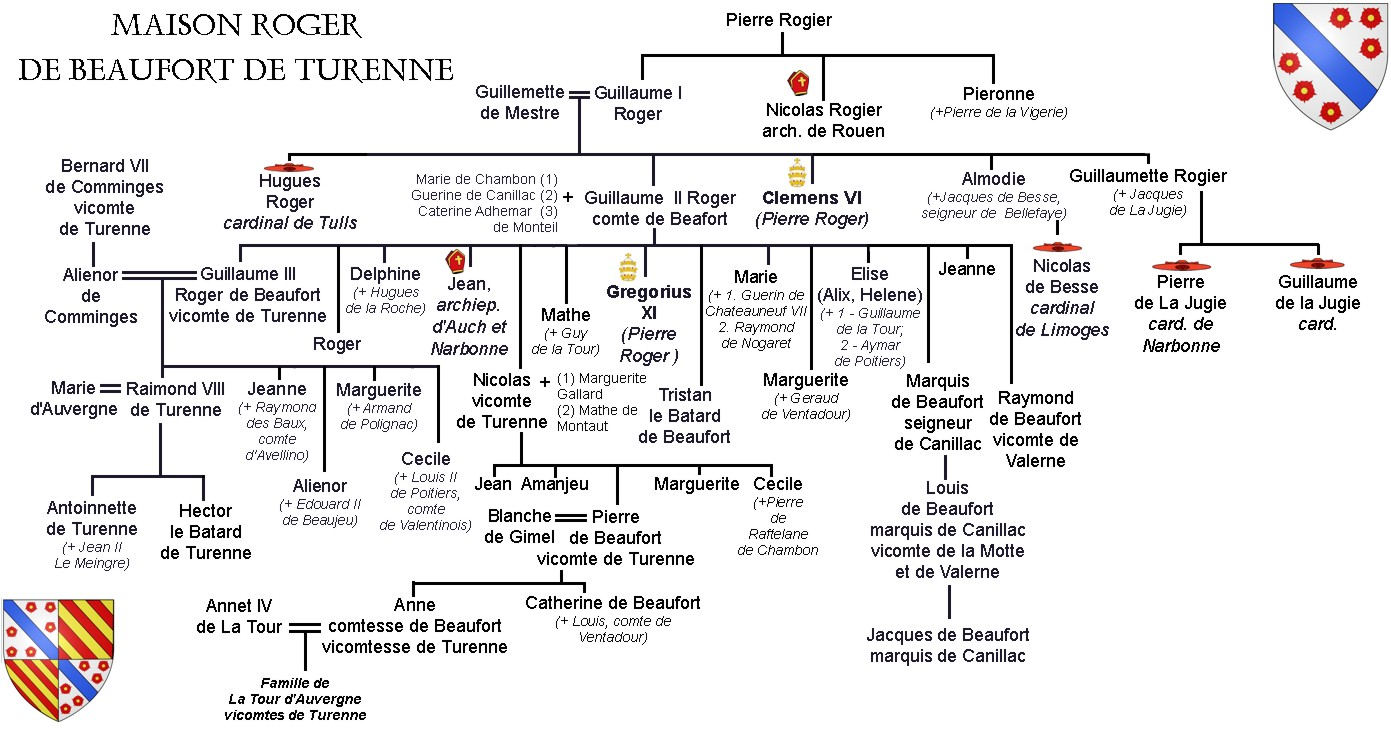
Das Haus Roger de Beaufort de Turenne

 Die Familie Rogier de Beaufort (auch Roger de Beaufort de Turenne) stammt aus dem niederen Adel des Limousin, aus Rosiers im Département Corrèze. Ihr gehören mit Clemens VI. (1343–1352) und Gregor XI. (1370–1378) zwei Päpste an (sowie einen weiteren, der 1362 die Wahl ablehnte), dazu aufgrund eines ausgeprägten Nepotismus eine Reihe von Kardinälen, und zählte damit einige Jahrzehnte zu den mächtigsten Familien Frankreichs. Sie ist seit dem Ende des 13. Jahrhunderts bezeugt und starb Ende des 15. Jahrhunderts im Mannesstamm aus.

## Familiengeschichte
Im 14. Jahrhundert erlangte sie plötzlich Bekanntheit durch Pierre Roger († 1352), Erzbischof von Rouen und Berater von Philipp VI. von Frankreich, den späteren Papst Clemens VI. (1342). Sein Onkel Nicolas Rogier († 1347) wurde danach ebenfalls Erzbischof von Rouen. Sein ältester Bruder Guillaume II. Roger († 1380) wurde vom König 1346 zum Grafen von Beaufort ernannt, sein jüngerer Bruder Hugues Roger wurde 1342 Bischof von Tulle, im gleichen Jahr dann Kardinal. Guillaume III. Roger de Beaufort († 1394), Sohn von Guillaume II., heiratete 1349 Aliénor de Comminges und wurde Vicomte de Turenne. Pierre Roger de Beaufort wurde 1349 Kardinal und 1371 als Gregor XI. Papst, Jean Roger de Beaufort wurde 1371 Erzbischof von Auch, 1373 Erzbischof von Narbonne, und deren Schwager Hugues de la Roche Justizmarschall der Kirche. Die Söhne der Schwester von Clemens VI., Guillemette, Guillaume de La Jugie und Pierre de La Jugie wurden Kardinäle. Der Sohn von Guillaume III. und Neffe von Gregor XI., Raimond-Louis Roger de Beaufort, Vicomte de Turenne († 1413), führte Krieg gegen Clemens VII. und verwüstete mehrfach das untere Rhônetal und das Comtat Venaissin. Seine Tochter Antoinette de Turenne heiratete Jean II. Le Maingre, genannt Boucicaut, Marschall von Frankreich (1393). Über einen weiteren Bruder von Guillaume III., Nicolas Roger de Beaufort und dessen Nachkommen wurde die Vizegrafschaft Turenne an die Familie La Tour d’Auvergne vererbt.

## Die Vorfahren aus der Familie Canillac
1. Guillaume de Canillac; ⚭ Jeanne de Deaux, Schwester von Bertrand de Déaulx († 1355), 1323–1338 Erzbischof von Embrun, 18. Dezember 1338 Kardinal, Kardinalpriester von San Marco, 1348 Kardinalbischof von Sabina
  1. Marquis III., Seigneur de Canillac ⚭ Alixent de Poitiers (Haus Poitiers-Valentinois)
    1. Guerine de Canillac, Erbtochter ⚭ Guillaume Rogier II. (s. u.)

  2. Raymond de Canillac († 1373), 1346–1350 Erzbischof von Toulouse, 1350 Kardinal, 1361 Kardinalbischof von Palestrina
  3. Pierre de Canillac († wohl 1361) 1348 Abt von Montmajour, 1353 Bischof von Saint-Pons-de-Thomières und 1361 Bischof von Maguelonne.
  4. Pons de Canillac, Abt von Aniane

## Die Rogier de Beaufort
1. Pierre Rogier, Seigneur de Rosiers en Limousin um 1300
  1. Guillaume Rogier I., † vor 1313, Seigneur de Rosiers; ⚭ Guillemette da La Monstre (Le Mestre)

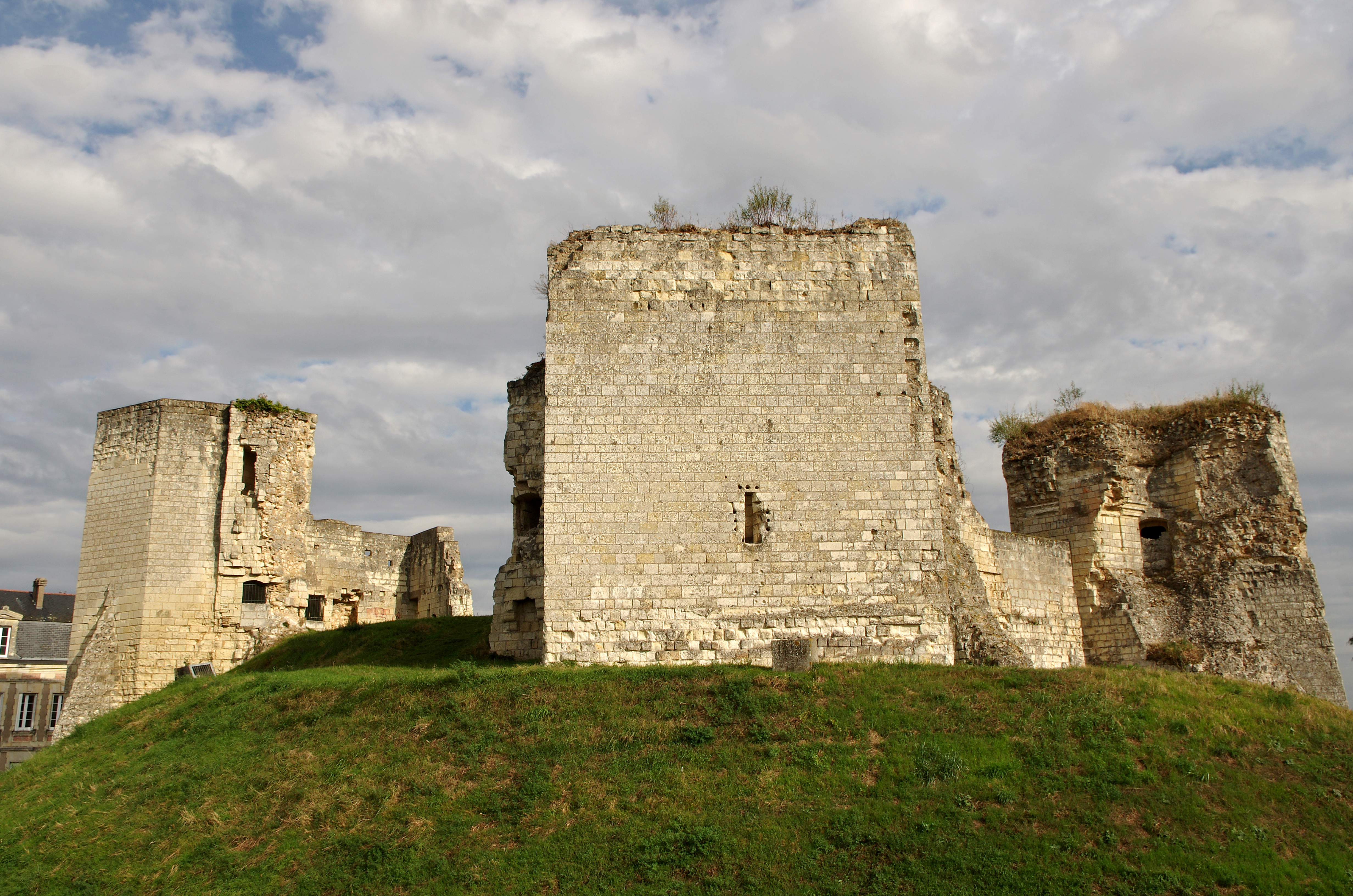
Ruine der Burg Beaufort-en-Vallée (Anjou)

    1. Ruine der Burg Beaufort-en-Vallée (Anjou)Guillaume II. Roger, † 1380, Seigneur, später (1344) Vicomte und schließlich (1346) Comte de Beaufort-en-Vallée (Anjou), Seigneur de Saint-Sapin, de Chambon, de la Bastide, 1350 Vicomte de Valernes, 1350 Seigneur de Saint-Remi, 1351 Seigneur de Pertuis; ⚭ (1) Marie de Chambon, † Avignon 1344; ⚭ (2) 1345 Guerine de Canillac, Erbtochter von Marquis, Seigneur de Canillac, und Alixent de Poitiers (s. o.); ⚭ (3) 1366 Caterine Adhemar de Monteil, Tochter von Lambert Adhemar, Seigneur de Monteil, Baron de la Garde, und Dulceline Gaucelin de Graveson, † nach 1379/83
      1. (1) Guillaume Roger III., † 26. März 1395 in Paris, Comte de Beaufort, Vicomte de Turenne, Baron d’Alais, d’Anduze, de Portes et de Montclus, erwarb 26. April 1350 die Vizegrafschaft Turenne von Cecile de Comminges, seiner Schwägerin; ⚭ 15. Dezember 1349 (Ehevertrag) Aliénor de  Comminges, Tochter von Bernard VII., Comte de Comminges, Vicomte de Turenne, und Mathe de l’Isle-Jourdain, † nach 1397 (Haus Comminges)
        1. Raymond Louis Roger, dann de Beaufort, Comte de Beaufort et d’Alais, Vicomte de Turenne, Seigneur d’Anduze, de Bagnols etc., 1399 bez., vermachte Beaufort, Castillon, Avellino und l’Isle-Jourdain dem Herzog von Orléans; ⚭ 28. Oktober 1375 (Ehevertrag) Marie d’Auvergne dite de Boulogne, † 2. Mai 1388, Tochter von Jean II., Comte d’Auvergne et de Boulogne, und Jeanne de Clermont (Haus Auvergne)
          1. Antoinette de Beaufort, 1393 Comtesse d’Alais, † kurz nach 18. Juli 1416 Château d’Alais; ⚭ 23. Dezember 1393 (Ehevertrag) Jean Le Meingre, dit Boucicault II., † 1421, Marschall von Frankreich, Sohn von Jean Le Meingre, dit Boucicaut, Marschall von Frankreich, und Fleurie de Linières, Dame d’Estableau
            1. Jean Le Maingre, † kurz vor 1413

          2. Hector Bâtard de Turenne (nat.), 1399–1458 bezeugt, Seigneur d’Aynac,

        2. Eleonore de Beaufort, † 18. August 1420 Pouille-le-Château en Beaujolais, Comtesse de Beaufort et d’Alais, Vicomtesse de Turenne nach dem Tod ihrer Nichte, bestattet in Belleville;⚭ 1370 Edouard II. de Beaujeu, † 11. August 1400, Seigneur de Porreux, dann Seigneur de Beaujeu et de Dombes (Haus Albon)
        3. Cecile de Beaufort;⚭ Louis II. de Poitiers, Comte de Valentinois et de Diois, Sohn von Aymar de Poitiers, Seigneur de Chalençon, und Guyotte d’Uzès (Haus Poitiers-Valentinois)
        4. Jeanne de Beaufort, † vor 1404; ⚭ (1) Raymond, Seigneur des Baux en Provence, Graf von Avellino (Haus Les Baux); ⚭ (2) 30. Januar 1374 Guy de Chauvigny, Seigneur de Châteauroux, Vicomte de Brosse, Sohn von Guy de Chauvigny, Seigneur de Châteauroux, und Blanche de Brosse, † 20. August 1422
          1. (1) Alix des Baux, * 1367; † 7. Oktober 1426, Dame des Baux; ⚭ (1) 1388 Odon de Villars, um 1408 annulliert; ⚭ (2) Konrad III. von Freiburg, Graf von Neuenburg

        5. Marguerite de Beaufort, * 1366,  ⚭ (1) Januar 1379 Randonnet de Polignac, genannt Armand IX., † 14. Juni 1385, Vicomte de Polignac (Haus Polignac); ⚭ (2) Ende 1391 Jean le Vayer, Seigneur de Coësmes, du Plessis et de la Clarté

      2. (1) Pierre Roger, * 1339, † 27. März 1378 in Rom, Apostolischer Protonotar, 1348 Kardinaldiakon,[1] 30. Dezember 1371 als Gregor XI. Papst, verlegte den Sitz den Papstes 1376 zurück nach Rom
      3. (1) NN Roger, * 1342, † 1383/89, Comte de Beaufort, Seigneur de Chambon, de la Bastide et de Margerides[2]
      4. (1) Nicolas Roger de Beaufort, Seigneur d’Hermenc, 1415 bez; ⚭ I. Marguerite Gallard, Erbtochter von Jean Gallard, Seigneur de Limeuil en Limousin, und Philippes de Lautrec, † vor August 1370; ⚭ II. 3. Februar 1396 Mathe de Montaut, Tochter von Raymond de Montaut, Seigneur de Mussidan et de Blaye, und Marguerite d’Albret, Dame de Mussidan
        1. (1) Jean de Beaufort, † 1420 Limeuil, Seigneur de Limeuil, nahm nach dem Tod von Antoinette de Beaufort die Titel Vicomte de Turenne und Comte de Beaufort an; ⚭ Marguerite de Montaut, Tochter von Raymond de Montaut, Seigneur de Mussidan
        2. (1) Marguerite de Beaufort, 1371 bez.
        3. (2) Amanjeu de Beaufort, † um Oktober 1420 in Douilly, Erbe von Eleonore de Beaufort, Dame de Beaujeu, als Vicomte de Turenne
        4. (2) Pierre de Beaufort, Seigneur de Limeuil, de Miremont et de Charlus, dann Comte de Beaufort und Vicomte de Turenne, † kurz nach 9. Juli 1444; ⚭ 8. Juli 1432 (Ehevertrag) Blanche de Gimel, Tochter von Guy III., Seigneur de Gimel, und Jeanne de Tauzelles, 1445 bez.
          1. Anne de Beaufort, 1479 bez, Comtesse de Beaufort, Vicomtesse de Turenne, Dame de Saint-Exupéry, de Margerides, de Rosiers, de Savenc, de Chavanon, de Limeuil, de Badafol, de Miremont, de Bousols, de Fay, de Servissac, de Clarens; ⚭ 24. März 1444 (Ehevertrag) Agne IV. de La Tour, 1479 bez., Seigneur d’Olliergues, Comte de Beaumont en Anjou, Sohn von Bertrand de La Tour II., Seigneur d’Olliergues, und Marguerite de Beaufort – Nachkommen: die Familie La Tour d’Auvergne, Vicomtes de Turenne
          2. Catherine de Beaufort, † 1506, Dame de Grandes et de Charlus; ⚭ 23. September 1445 (Ehevertrag) Louis, Comte de Ventadour, † 7. November 1506 Château de Peyroult, Sohn von Charles de Ventadour, Comte de Ventadour (Haus Comborn)

        5. (2) Marguerite de Beaufort, Dame de Granges et de Charlus-Champagnes, † vor 1439; ⚭ 20. Juni 1423 (Ehevertrag) Bertrand de La Tour II., Seigneur d’Olliergues, Sohn von Agne de la Tour II., Seigneur d’Olliergues, und Beatrice de Chalençon (Haus La Tour d’Auvergne)
        6. (2) Cecile de Beaufort, ⚭ 1427 Pierre de Rastelane, Seigneur de Chambon, † 7. Dezember 1435

      5. (1) Jean Roger de Beaufort, † September 1391, Apostolischer Notar, 1353 Bischof von Rieux, 1357 Bischof von Carpentras, 1371 Erzbischof von Auch, 4. September 1373 Erzbischof von Narbonne
      6. (1) Elipse Roger (Elise, Alix, Helene) dite de Beaufort; ⚭ I. 11. September 1342 Guillaume, Seigneur de La Tour, Sohn von Bertrand III, Seigneur de la Tour en Auvergne, und Isabel de Lévis (Haus La Tour d’Auvergne); ⚭ II. 13. Dezember 1344 (Ehevertrag) Aymar de Poitiers V., Comte de Valentinois (Haus Poitiers-Valentinois)
      7. (1) Dauphine de Beaufort; ⚭ Hugues de la Roche, Marschall des päpstlichen Hofes in Rom, Rektor des Comtat Venaissin
      8. (1) Mathe de Beaufort, † nach 1426; ⚭ 17. Juli 1353 Guy, Seigneur de la Tour, Bruder von Guillaume (s. o.) (Haus La Tour d’Auvergne)
      9. (1) Marguerite de Beaufort ⚭ Géraud II. de Ventadour, Seigneur de Donzenac (Haus Comborn)
      10. (1) Marie de Beaufort, † 1379;⚭ (1) 1347 Guérin VII. de Châteauneuf, Seigneur d’Apchier[3], Sohn von Guérin VI. de Châteauneuf, Seigneur d’Apchier, de Vabres et de Randon[4], und Philippe des Baux; ⚭ (2) 10. April 1377 Raymond II. de Nogaret, † nach 1396, Seigneur de Calvisson, Sohn von Raymond I. de Nogaret und Hélix de Clermont-Lodève
      11. (2) Marquis de Beaufort, 1366 Vicomte de La Motte und Seigneur de Canillac, 1416 bez.; ⚭ I. 23. August 1369 (Ehevertrag) Caterine Dauphine, Tochter von Béraud I., Comte de Clermont, Dauphin d’Auvergne, und Marie de la Vie de Villemur; ⚭ II. 11. März 1394 Eleonore d’Anduze, Tochter von Louis d’Anduze, Seigneur de La Voute, und Marguerite d’Apchier, 1449 bez
        1. (1) Marquise de Beaufort; ⚭ Arnaud Guerin, Seigneur de Tornel
        2. (1) Guerine de Beaufort, ⚭ I. Guillaume, Vicomte de Narbonne (Haus Manrique de Lara); ⚭ II. Guillaume de Tinières, Seigneur de Mardoigne et du Val – die Nachkommen aus der zweiten Ehe erben die Vizegrafschaft Narbonne
        3. (2) Louis de Beaufort, Marquis de Canillac, Comte d’Alais, Vicomte de la Motte et de Valerne, 1455 bez. ⚭ 1437 Jeanne de Norry, Tochter von Etienne, Seigneur de Norry, Seigneur de Vandenesse, und Jeanne de Passac – Nachkommen: die Marquis de Canillac
          1. Marquis de Beaufort, † vor seinem Vater; ⚭ Jeanne de Chabannes, Tochter von Antoine de Chabannes, Grand maître de France, und Marguerite de Nanteuil, Comtesse de Dammartin (Haus Chabannes)
          2. Robert de Beaufort
          3. Charles de Beaufort, Comte d’Alais, Marquis de Canillac, † 1494
          4. Jean de Beaufort, geistlich
          5. Jacques de Beaufort, Marquis de Canillac, Comte d’Alais, Vicomte de Valerne et de la Motte, Seigneur de Bagnols etc.; ⚭ Jacqueline de Crequy, Tochter von Jean de Crequy V., und Louise de la Tour (ultimus familiae) setzt 1511 Jacques de Montboissier als Erben von Canillac, Alais, Valerne, la Motte etc. ein
          6. Isabeau de Beaufort, ⚭ Jean de Montboissier, Seigneur d’Aubusson, de Faurie, puis de Montboissier; ihre Nachkommen nehmen Namen und Wappen Canillac an
          7. Anne de Beaufort, 1511 bez.; ⚭ 1460 Godefroy de la Tour, Seigneur de Montgascon, Sohn von Bertrand V. de La Tour, Sire de la Tour, Comte d’Auvergne et de Boulogne, und Jacquette du Peschin (Haus La Tour d’Auvergne)
          8. Marguerite, Agnes und Jeanne de Beaufort, geistlich

        4. (2) Beraud de Beaufort, Vicomte de Valerne, 1445 Erbe seiner Mutter; ⚭ 1443 Louise de Polignac, Tochter von Louis, dit Armand, Vicomte de Polignac, und Isabeau de La Tour (Haus Polignac)
        5. (2) Caterine de Beaufort, 1445 Witwe, ⚭ Jean de Vienne, Seigneur de Pymont, Sohn von Jacques de Vienne, Seigneur de Ruffey, und Marie de Beaufremont

      12. (2) Jeanne de Beaufort, getauft April 1351; sollte vermutlich Louis, Comte de Forez heiraten, der am 6. April 1362 in der Schlacht bei Brignais fiel[5] (Haus Albon)
      13. (3) Raymond de Beaufort, † 12. Mai 1420, Vicomte de Valerne, bestattet in Saint-Martial d‘Avignon
      14. Tristan, le Bâtard de Beaufort, 1385 bez.

    2. Pierre Roger, * um 1291, † 6. Dezember 1352, Mönch in der Abtei La Chaise-Dieu, Prior in S. Basle bei Nîmes, Abt von Fécamp und la Chaise-Dieu, 1329 Bischof von Arras, Siegelbewahrer von Frankreich, 1329–1342 Erzbischof von Sens, 1331–1342 Erzbischof von Rouen, 18. Dezember 1337 Kardinal, 7. Mai 1342 als Clemens VI. Papst, 1349–1352 Erzbischof von Avignon
    3. Hugues Roger, * 1293, † 21. Oktober 1363 in der Abtei Montolieu, Mönch in Tulle, Abt von Saint-Jean-d’Angély, 18. Juli 1342 zum Bischof von Tulle gewählt, September 1342 Kardinal,  Kardinalpriester von San Lorenzo in Damaso, 1347–1350 Abt von Cluny, nahm 1362 die Wahl zum Papst nicht an
    4. Guillemette Roger; ⚭ 1313[6] Jacques de La Jugie, 1338 geadelt
      1. Nicolas de La Jugie, * um 1315, † 1376, Baron de Rieux; ⚭ (1) um 1335 Delphine de Châteauneuf; ⚭ (2) 1368 Éléonore de Mirepoix
      2. Guillaume de La Jugie, * 1317 in Eyrein, † 28. April 1374 in Avignon, 20. September 1342 Kardinal, 1342 Kardinaldiakon von Santa Maria in Cosmedin, dann Kardinalpriester von San Clemente
      3. Pierre de La Jugie, * 1319, † 21. November 1376 in Pisa, 1347–1375 Erzbischof von Narbonne, 20. Dezember 1375 Kardinal, Kardinalpriester von Santa Maria in Cosmedin
      4. Hugues de La Jugie, Bischof von Béziers
      5. Élise de La Jugie; ⚭ Guy de Puydeval
        1. Guillaume de Puydeval, * 1345, † 1397, Baron de Rieux – Nachkommen: die Barone de Rieux

    5. Almodie Roger; ⚭ Jacques de Besse, Seigneur de Bellefaye
      1. Pierre de Besse, Seigneur de Bellefaye; ⚭ Marguerite de Thiern, Dame de Vollore et de Montguerlhe, Tochter von Guillaume de Thiern, Seigneur de Vollore et de Montguerlhe, und Agnès de Rochefort
        1. Hyacinthe de Besse, Dame de Bellefaye; ⚭ Jean II de Pierre-Buffière, Baron de Châteauneuf
        2. Marguerite de Besse; ⚭ Oudart Adrien Autier de Chazeron

      2. Nicolas de Besse, * um 1320, † 5. November 1369 in Rom, 1343–1369 Bischof von Limoges, 19. Mai 1344 Kardinal, Kardinaldiakon von Santa Maria in Via Lata
      3. Hélie de Besse; ⚭ Guichard V. de Comborn † 1366/67, Seigneur de Treignac (Haus Comborn)
      4. Flore de Besse; ⚭ Aymeric de Pesteils, Coseigneur de Merle[7], de Salers, de Rieu, Seigneur de Branzac[8]
        1. Guy de Pesteils, 1344–1403, Seigneur de Malbec et de Branzac, Coseigneur de Salers; ⚭ Helis de Fontanges, 1373–1403, Tochter von Aymeric de Fontanges – Nachkommen
        2. Jean de Pesteils, † wohl 1378, Archidiakon von Gerona, 1372 Erzpriester von Mauriac, 1373 Kaplan von Papst Gregor XI.

  2. Nicolas Rogier, Abt von Lagrasse, 4. Februar 1342 Erzbischof von Rouen, † 8. April 1347 Avignon[9]
  3. Pierre Rogier, † 1324, 1311 Abt und 1318 Bischof von Saint-Pons-de-Thomières
  4. Pieronne Rogier ⚭ Pierre, Seigneur de la Vigerie

## Die Nepoten Clemens‘ VI.  und Urbans V. aus der Familie Aigrefeuille
Zu den Nepoten der Rogier-Päpste gehören Mitglieder der Familie Aigrefeuille, deren Verwandtschaft aber nicht geklärt ist, ein Vasallenverhältnis ist jedoch dokumentiert. Aymar d’Aigrefeuille wird 1342 von Clemens VI. erwähnt, huldigte 1350 Guillaume Rogier III.; 1352 nannte Guillaume ihn seinen Cousin (was aber nicht wörtlich zu nehmen ist), 1362 ernannte Urban V. ihn zum Marschall des Päpstlichen Hofes in Avignon.
1. Guillaume d’Aigrefeuille, † 1343; ⚭ Aigline de Tudeils
  1. Aymar d’Aigrefeuille, * 1325, † 1382; Marschall des päpstlichen Hofes in Avignon; ⚭ 1350 Aigline de Montal, Tochter von Géraud II. de Montal und Hélène de Barsac
    1. Jean d’Aigrefeuille, Baron de Gramat, † 1373
      1. Elzéar d’Aigrefeuille, Baron de Gramat

    2. Aymar II. d’Aigrefeuille, Seigneur de La Font et de Tudeils
      1. Jean d’Aigrefeuille le Jeune

    3. Guillaume d’Aigrefeuille le Jeune, * 1339, † 13. Januar 1401, 12. Mai 1367 Kardinal, Kardinalpriester von Santo Stefano Rotondo
    4. Florence d’Aigrefeuille; ⚭ (1) Olivier de Cazillac; ⚭ (2) Hugues de Montferrand; ⚭ (3) Arnaud de Bérail
    5. Hélène, genannt Douce; ⚭ (1) Jean de Maumont; ⚭ (2) Bertrand de Faudoas
    6. Marie; ⚭ (1) Bertrand de Loudun; ⚭ (2) Hélie de Lestrade

  2. Guillaume d’Aigrefeuille l’Ancien, * 1326, † 4. Oktober 1369 Viterbo, 17. Dezember 1350 Kardinal, Kardinalpriester von Santa Maria in Trastevere, 1367 Kardinalbischof von Sabina
  3. Pierre d’Aigrefeuille, † 16. Juni 1371 in Avignon, Graf von Gévaudan, nacheinander Bischof von Tulle, Bischof von Vabres, Bischof von Clermont, Bischof von Uzès, Bischof von Mende, Bischof von Avignon, Abt von Saint-Jean-d’Angély und La Chaise-Dieu
  4. Raymond d’Aigrefeuille, † 1361, 1349 Bischof von Rodez
  5. Faydit d’Aigrefeuille, † 2. Oktober 1391 in Avignon, 1361 Bischof von Rodez, dann Bischof von Avignon, 23. Dezember 1383 Kardinal, Kardinalpriester von Santi Silvestro e Martino ai Monti
  6. Bernard d’Aigrefeuille, 1376–1383 Bischof von Viviers
  7. Etienne d’Aigrefeuille, 1350–1361 Abt von La Chaise-Dieu
  8. Eleonore d’Aigrefeuille, ⚭ Bertrand de Vayrac
  9. Florence d’Aigrefeuille, Äbtissin von Elnon in Rouergue und Nonenque
  10. Marguerite d’Aigrefeuille, ⚭ Bertrand de Saillac
  11. Raymonde d’Aigrefeuille, Nonne

## Quelle
- Père Anselme, Histoire généalogique et chronologique de la Maison royale de France, des pairs… Band 6, S. 315–323
- Jean Favier, Dictionnaire de la France médiévale, Fayard 1993, S. 826